# Manuel Moix
Manuel Moix Blázquez (Madrid, 24 de abril de 1958) es un fiscal español. En febrero de 2017 fue nombrado fiscal jefe de la Fiscalía Especial contra la Corrupción y la Criminalidad Organizada de España –conocida como Fiscalía Anticorrupción—, cargo del que tomó posesión el 8 de marzo. Dimitió el 1 de junio de ese mismo año, después de admitir que poseía el 25 % de una compañía offshore en Panamá.

## Biografía
Es hijo de Manuel Moix Martínez –catedrático e inspector de trabajo, fallecido en diciembre de 2011– y Manuela Blázquez Borja –fallecida en octubre de 2008–. Tiene tres hermanos: Margarita –abogada–, José María –directivo de Uniprex TV, empresa de Atresmedia encargada de gestionar el negocio de la televisión digital– y Pilar –sanitaria–.

## Fiscal
En febrero de 1986, es nombrado abogado fiscal y toma posesión de su primer destino en la Audiencia Provincial de Ciudad Real.
El 16 de enero de 2001 es nombrado, a propuesta del ministro de Justicia Ángel Acebes, fiscal de la Secretaría Técnica de la Fiscalía General del Estado, cuyo titular era Jesús Cardenal.

### Fiscalía del Tribunal Superior de Justicia de Madrid
Es nombrado fiscal de la Fiscalía del Tribunal Superior de Justicia de Madrid (llamada, a partir del 31 de diciembre de 2007, Fiscalía de la Comunidad de Madrid) en julio de 2003 por el ministro José María Michavila, que cesa a Mariano Fernández Bermejo. Ocupó el cargo de fiscal superior de Madrid hasta septiembre de 2015.

#### Caso espionaje de la Comunidad de Madrid
Moix participó como fiscal en el caso espionaje de la Comunidad de Madrid, instruido y archivado por la jueza Carmen Valcarce.

#### Caso Miguel Blesa
Intentó que los correos del expresidente de Caja Madrid Miguel Blesa no tuvieran validez como prueba en la acusación contra el exdirectivo y que se impidiera su difusión.

#### Caso Elpidio Silva
Dirigió la acusación de la Fiscalía contra el juez Elpidio José Silva por haber encarcelado al expresidente de Caja Madrid Miguel Blesa. Pidió 30 años de inhabilitación y finalmente el juez Silva fue condenado a 17 años y medio de inhabilitación.

#### Caso Madrid Arena
En el caso Madrid Arena, el fiscal dejó fuera de la acusación a los responsables políticos y policiales del Ayuntamiento de Madrid al entender que no tenían relación directa con la muerte de las cinco jóvenes en la avalancha producida el 1 de noviembre de 2012.

#### Caso Lezo
Según moción de reprobación aprobada por el Congreso el 16 de mayo de 2017, Moix archivó por tres veces (en 2007, 2009 y 2010) sin hacer indagaciones las investigaciones del caso Lezo. En esta presunta corrupción política en la empresa pública Canal de Isabel II, el juez Eloy Velasco encarceló provisionalmente al expresidente de la Comunidad de Madrid, Ignacio González.

#### Caso incidente de tráfico de Esperanza Aguirre
Moix calificó de falta y no de delito el incidente de tráfico de Esperanza Aguirre en la Gran Vía, a pesar de la consideración por la Audiencia de Madrid de que debía investigarse como un posible delito de desobediencia a la autoridad.

#### Caso Rato
El 15 de abril de 2015, poco antes de promocionar al Tribunal Supremo, denunció al exvicepresidente del gobierno del Partido Popular Rodrigo Rato por un entramado societario en paraísos fiscales, después de haberse acogido a la amnistía fiscal de 2012 del ministro Montoro. El registro y detención durante horas a Rato provocó malestar en la Fiscalía Anticorrupción, dirigida por Antonio Salinas, que ya estaba investigando pero consideraba que todavía estaba la acusación inmadura. Salinas solicitó la causa a la fiscal general Consuelo Madrigal por ser delitos de su competencia, y se trasladó la causa a Anticorrupción.

### Fiscalía del Tribunal Supremo (septiembre de 2015-noviembre de 2016)
Entre septiembre de 2015 y noviembre de 2016, promocionó a fiscal de la Sala de lo Contencioso-Administrativo del Tribunal Supremo. El nombramiento del ministro de justicia Rafael Catalá se produjo en junio de 2015 a propuesta del Consejo Fiscal, presidido por la fiscal general Consuelo Madrigal.

### Fiscalía Especial contra la Corrupción y la Criminalidad Organizada
El 25 de noviembre de 2016, por decisión del Consejo de Ministros, José Manuel Maza fue nombrado fiscal general del Estado. Maza renovó la cúpula de la Fiscalía, relevando a los fiscales jefe de la Audiencia Nacional Javier Zaragoza para colocar a Jesús Alonso Cristóbal –portavoz de la conservadora Asociación de Fiscales desde 2015– y de Anticorrupción Antonio Salinas Casado –por jubilación– para poner a Manuel Moix. Esta renovación tuvo lugar tal y como había propuesto el Consejo Fiscal el 22 de febrero de 2017.

#### Reprobación
El 16 de mayo de 2017, José Manuel Maza fue reprobado por el Congreso de los Diputados junto al ministro de Justicia Rafael Catalá y Manuel Moix. El Congreso pedía la destitución de Moix por favorecer y proteger a personas del Partido Popular investigadas en causas judiciales en sus anteriores plazas. En unas grabaciones policiales realizadas al expresidente de la Comunidad de Madrid, Ignacio González, investigado por corrupción, en interlocución con el expresidente de la Comunidad Valenciana, Eduardo Zaplana, decía desear que se nombrase fiscal a Moix –como sucedió–, ya que sería "cojonudo" para la marcha de sus problemas judiciales.

#### Dimisión
A finales de mayo, el periódico digital Infolibre desveló que Moix poseía el 25% de una compañía offshore en el paraíso fiscal de Panamá, denominada Duchesse Financial Overseas, siendo el 75% restante de sus hermanos. A su vez, la compañía, constituida en enero de 1988 por los padres del fiscal, adquirió en febrero de 1988 un chalé en Collado Villalba valorado en 550.000 euros que era anteriormente también de los padres del fiscal y su residencia habitual. Los hijos habían heredado la empresa y no habían puesto a su nombre el inmueble. Moix intentó excusarse pero, el 1 de junio de 2017, acabó dimitiendo.

### Fiscalía del Tribunal Supremo (junio de 2017)
Moix regresó a su anterior puesto de fiscal en el Tribunal Supremo en junio de 2017, tras su paso de 87 días por la Fiscalía Anticorrupción.

## Conferenciante
Ha dado conferencias en la fundación ligada al Partido Popular FAES, sobre el Fortalecimiento de la democracia o sobre la Reforma del Estatuto del Ministerio Fiscal.